# ワールド・ビーム
ワールド・ビーム(Worldbeam)とは、エール大学のコンピューターサイエンティストの教授であるデビット・ジェランター（en:David Gelernter）と、アジャ・ロヤン（Ajay Royan）が提唱した概念。
元々は、メールやブログやRSS等のインターネット上のデータが、それ自体が独立した情報の塊としては認識されず、時系列的に流れていくストリーム的なものとして認識されていくであろうとして、インフォメーション・ビーム(Information beams)という概念を提唱した。更にその考え方を拡張させ、世界中の情報が、世界規模で束ねられた情報の流れ、「ワールド・ビーム」とよべうるものとして認識されていくであろうというコンセプトを提唱した。